# Cmentarz Rakowski w Częstochowie
Cmentarz Rakowski w Częstochowie – nekropolia położona na zboczu wzgórza Błeszno, na południe od centrum Częstochowy, przy ulicy Palmowej. Cmentarz został założony w 1910 roku w pobliżu osiedla robotniczego Raków, stąd jego nazwa. Był to cmentarz parafii św. Józefa, a obecnie jest administrowany przez Kurię Metropolitalną. Administracyjnie cmentarz leży w dzielnicy Wrzosowiak.
Do dziś zachowało się wiele nagrobków sprzed 1939 roku, wśród nich znajdują się groby rodzinne. Na terenie cmentarza położona jest kaplica pogrzebowa.

## Pochowani
- mogiła zbiorowa żołnierzy Armii Krajowej pomordowanych w latach 1945–56 przez Urząd Bezpieczeństwa Publicznego.
- grób zbiorowy wojenny działaczy Ruchu Robotniczego poległych w czasie II wojny światowej
- grób Tomasza Szwejkowskiego, działacza społecznego, wieloletniego dyrektora Huty Częstochowa
- grób Eugeniusza Żychlińskiego, majora AK, kierownika szkoły w Błesznie

W 2010 roku ukazała się książka Cmentarz Rakowski 1910-2010. Przewodnik biograficzny pod redakcją Romana Sitkowskiego i dr Juliusza Sętowskiego.

## Galeria

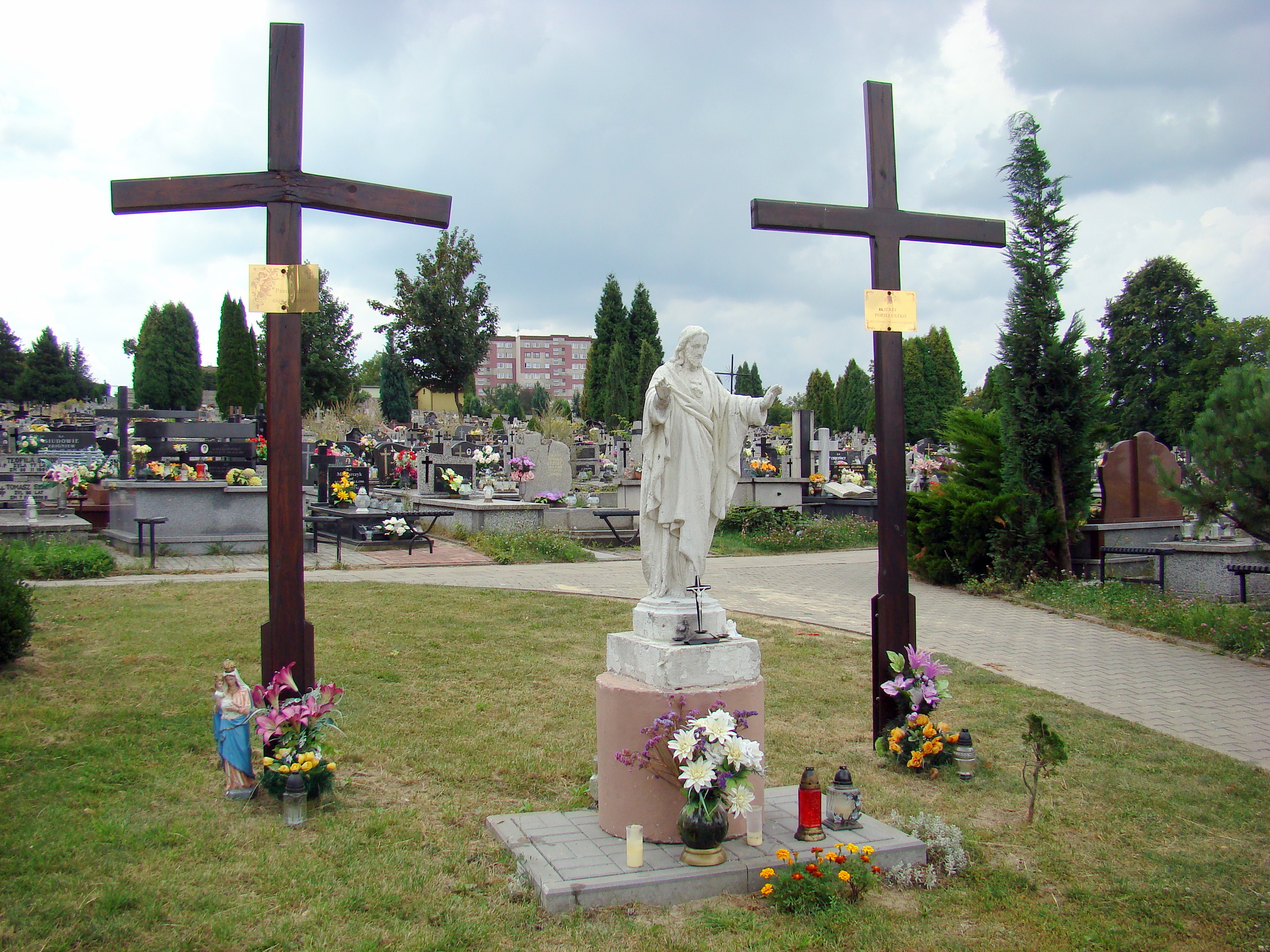
Krzyże upamiętniające dzieci nienarodzone i bł. ks. Jerzego Popiełuszkę
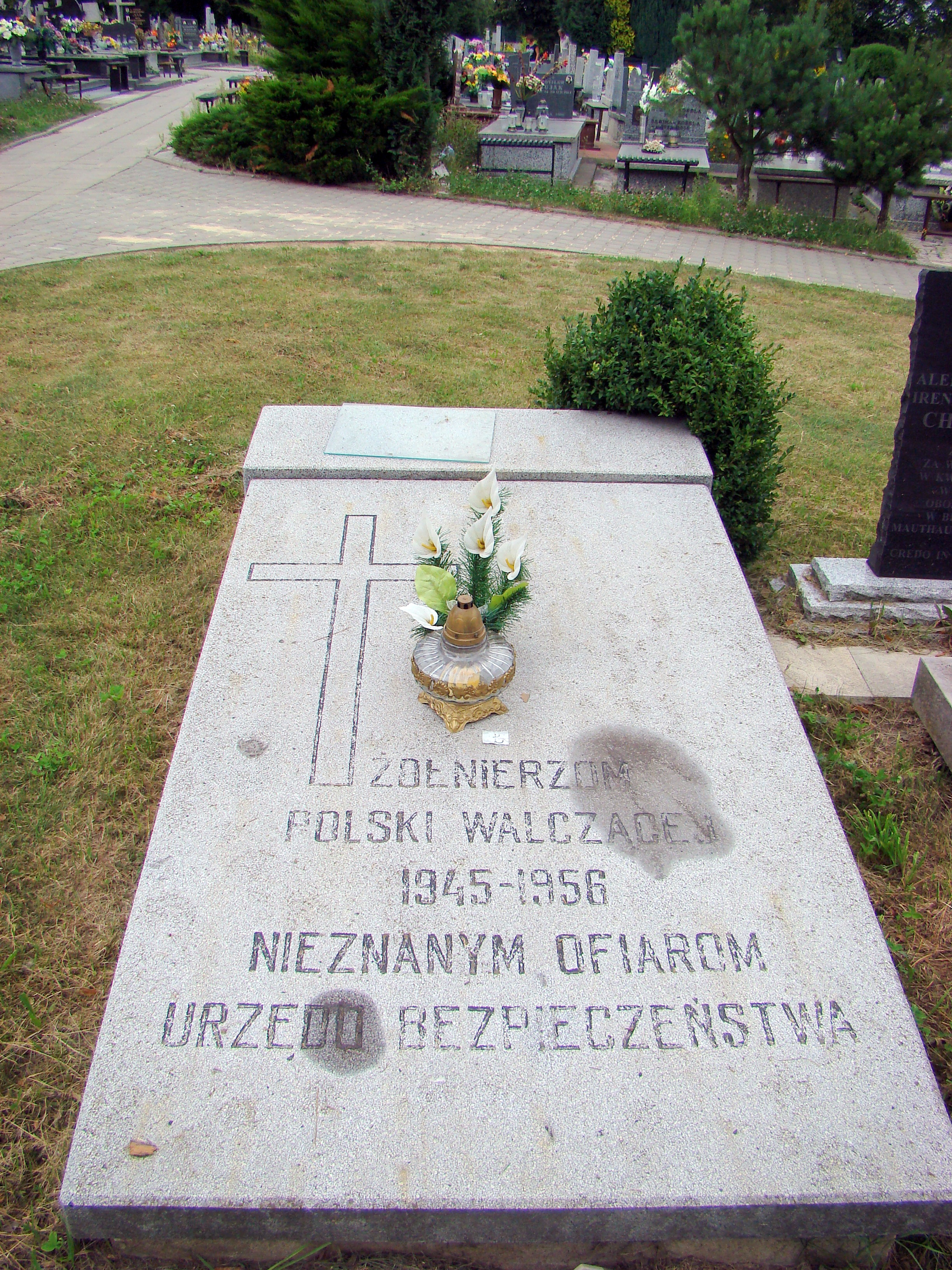
mogiła zbiorowa żołnierzy Armii Krajowej pomordowanych w latach 1945-56 przez Urząd Bezpieczeństwa Publicznego
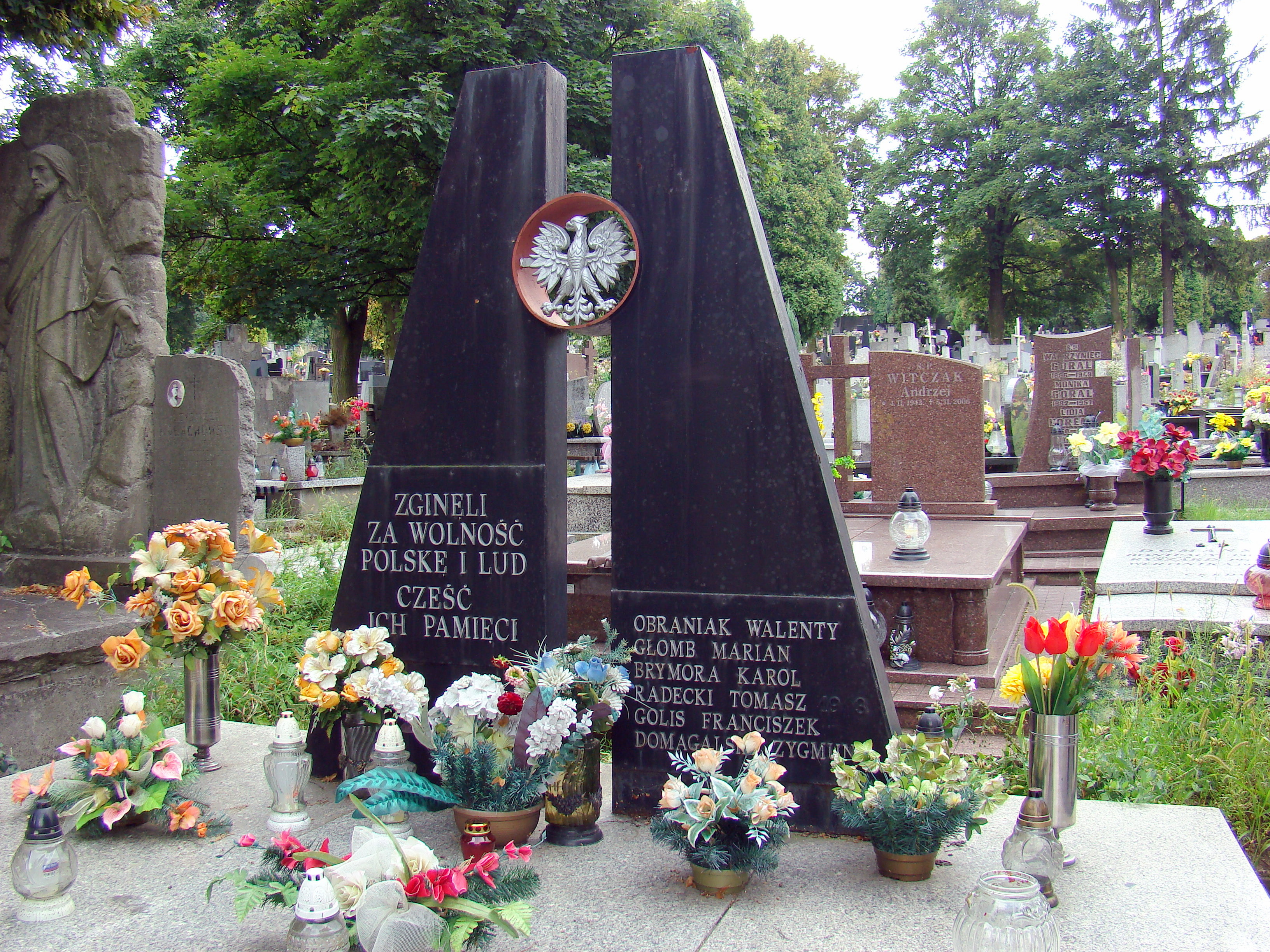
grób zbiorowy wojenny działaczy Ruchu Robotniczego poległych w czasie II wojny światowej
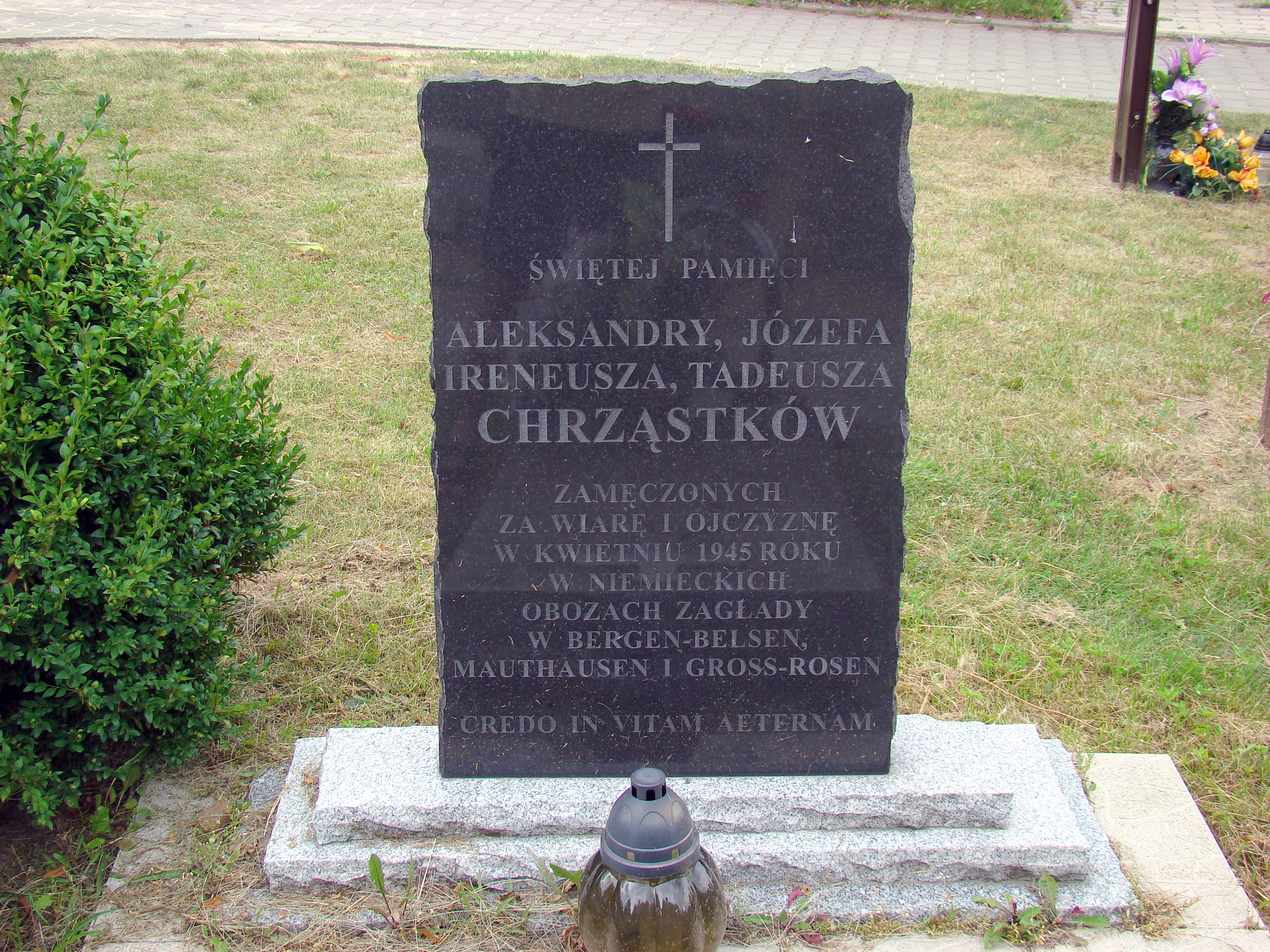
grób rodziny Chrząstków zamordowanych w kwietniu 1945 roku w niemieckich obozach zagłady w Bergen-Belsen, Mauthausen i Gross-Rosen
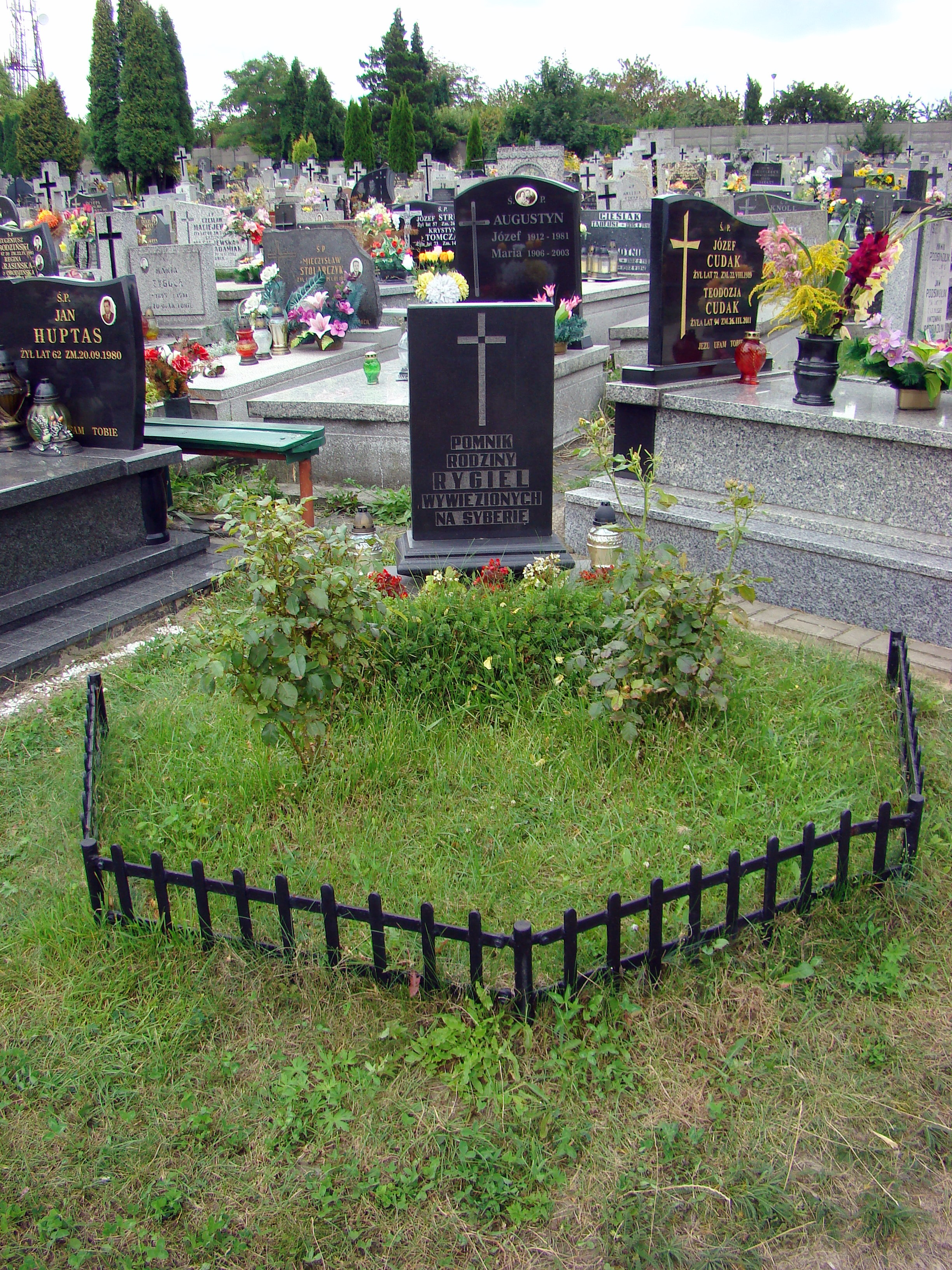
pomnik rodziny Rygiel wywiezionej na Syberię
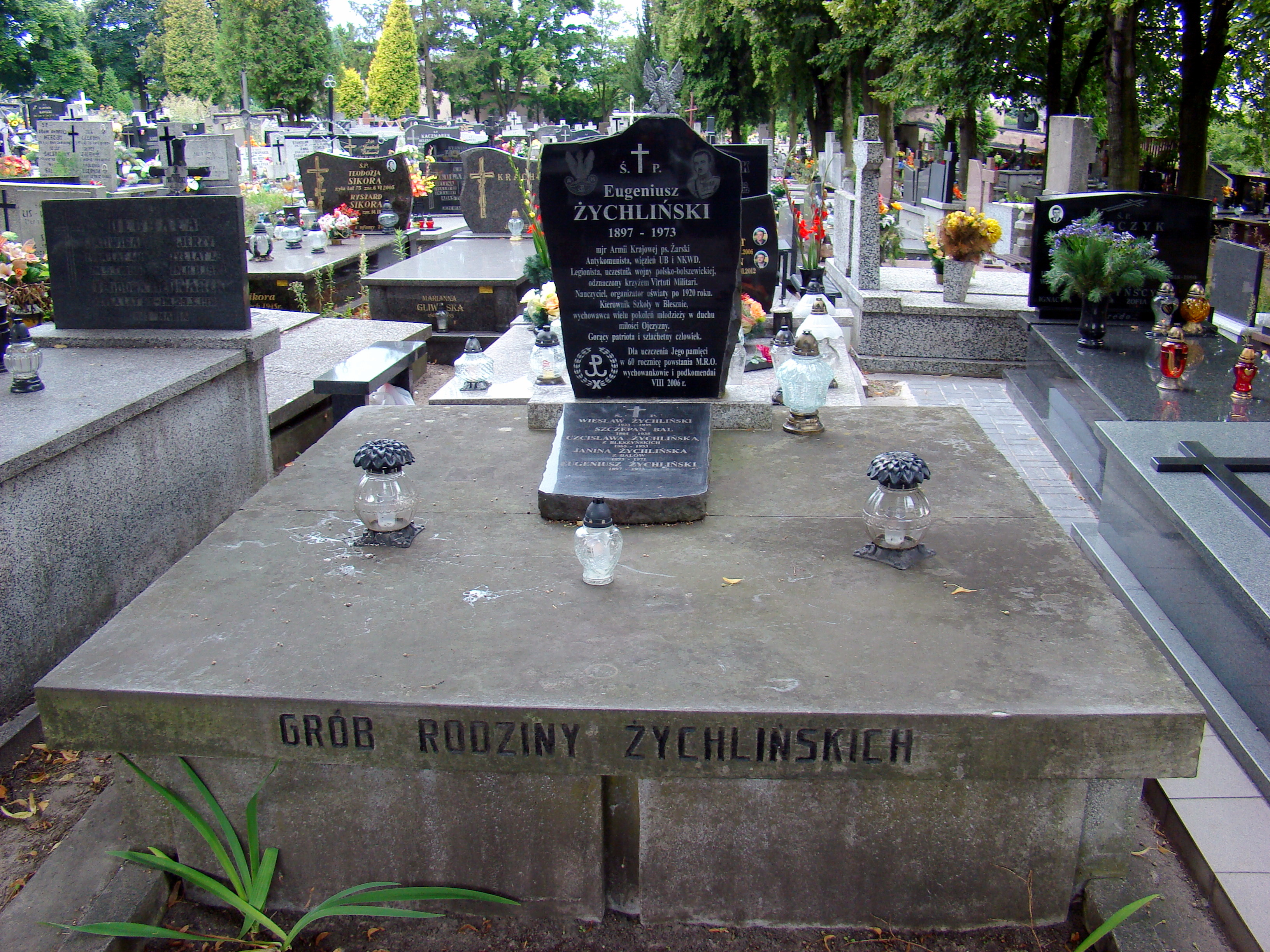
grób rodziny Żychlińskich